# 鲍里斯皮尔区

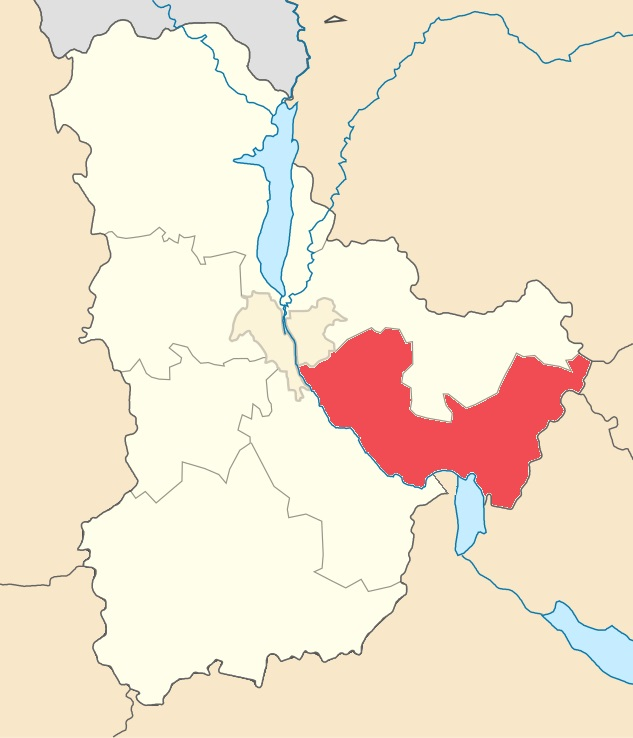
2020年改革后鲍里斯波尔区區在基辅州的位置

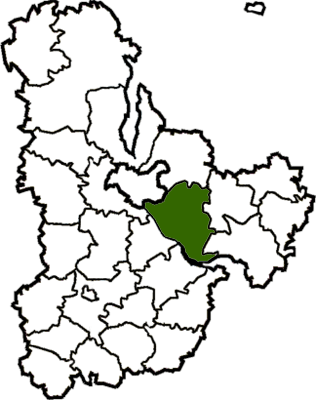
2020年改革前鲍里斯波尔区區在基辅州的位置

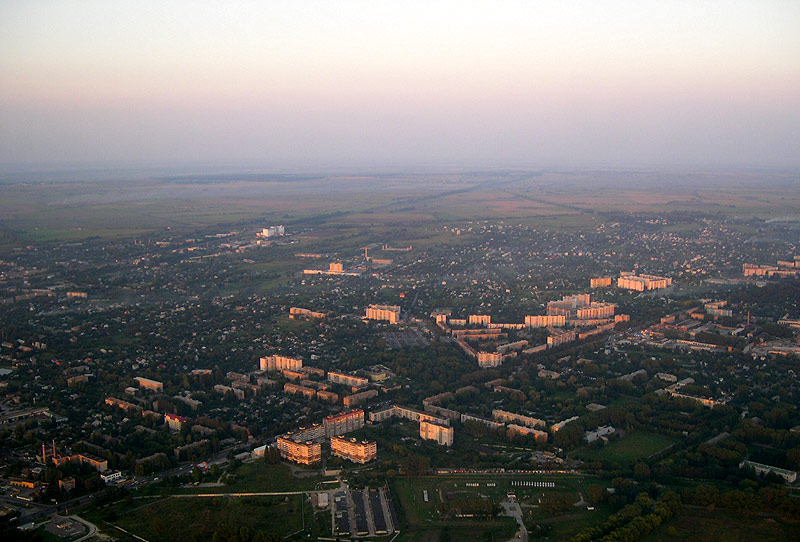
鸟瞰图

鲍里斯皮尔区（羅馬化：Boryspilskyi raion），又按俄语名译为鲍里斯波尔區，是烏克蘭基輔州的一個區，行政中心設於鲍里斯皮尔，面積3,873.2平方公里，2021年人口数量为203,653人。
2020年7月18日乌克兰施行了行政区划改革，基辅州的区份数量减至7个，鲍里斯皮爾區的面积扩大了很多。改革前鲍里斯皮爾區的面积为146平方公里，2020年1月人口数量约为53,619人。

## 行政区划
鲍里斯皮尔区下分为11个市镇：
- 鲍里斯皮尔市镇
- 佩雷亚斯拉夫市镇（烏克蘭語：Переяславська міська громада）
- 亚霍廷市镇（烏克蘭語：Яготинська міська громада）
- 沃龙基夫市镇（烏克蘭語：Вороньківська сільська громада）
- 霍拉市镇（烏克蘭語：Гірська сільська громада）
- 季维奇基市镇（烏克蘭語：Дівичківська сільська громада）
- 佐洛奇夫市镇（烏克蘭語：Золочівська сільська громада）
- 普里斯托利奇纳市镇（烏克蘭語：Пристолична сільська громада）
- 斯图德尼基市镇（烏克蘭語：Студениківська сільська громада）
- 塔尚市镇（烏克蘭語：Ташанська сільська громада）
- 齐布利市镇（烏克蘭語：Циблівська сільська громада）